# Flygtningelejren i Skive
|  | Denne artikel er oprettet af botten Steenthbot ud fra en ekstern database. Den kan derfor have sproglige fejl eller mangler. Denne skabelon kan fjernes efter kontrol af indholdet. |

Flygtningelejren i Skive er en dansk dokumentarisk optagelse fra 1947.

## Handling
3. marts 1945 ankom de første tyske flygtninge til Skive, evakueret af de tyske militære myndigheder, efter at de allierede tropper var trængt ind over Tysklands grænser. De blev indkvarteret 14 steder i byen samt 8 forskellige steder i oplandet i Breum, Durup, Jebjerg, Roslev og Selde, bl.a. på beslaglagte skoler, højskoler, hoteller, forsamlingshuse o.lign. Samlet set befandt ca. 2500 flygtninge sig i Skive og omegn. Ved kapitulationen 5. maj 1945 blev ansvaret for flygtningene overtaget af Statens civile Luftværn. Af frygt for spredning af sygdomme blev de herefter samlet i en tidligere tysk militærlejr ved Jegstrup syd for Skive. Lejren bestod af 54 træbarakker til beboelse, køkken, kontor, værksteder, sygeafdeling m.m., indhegnet af pigtråd og bevogtet af politi. Filmen er optaget umiddelbart inden lejrens rømning i marts 1947.
I alt tog omkring 300.000 tyske civilpersoner, hovedsagelig ældre og uarbejdsdygtige mænd, kvinder og børn, under og umiddelbart efter krigen flygtningeophold i Danmark.